# اسکوفیلد (ویسکانسین)
اسکوفیلد، ویسکانسین  (به انگلیسی: Schofield) شهری در شهرستان ماراتون ایالت ویسکانسین است که در سال ۱۹۵۱ بنیان‌گذاری شده‌است. این شهر طبق سرشماری سال ۲۰۱۰ میلادی ۲٬۱۶۹ نفر جمعیت داشته‌است.